# Marco Antonio Ramírez
Marco Antonio Ramírez de Somocurcio es un actor peruano. Interpretó al cantante de cumbia peruana Elmer Yaipén de niño en la miniserie Puro corazón, la historia del Grupo 5. Es hermano de la también actriz Doris María Ramírez.

## Créditos
- 2009: La teta asustada como Soldadito 3
- 2010: Puro corazón como Elmer Yaipén (niño)[1]
- 2011: Gamarra como Aquiles Gamarra (niño)
- 2012: Corazón de fuego como Bryan